# لوكاس تايلور
لوكاس تايلور (10 أبريل 1995 بغوارولوس في البرازيل - ) هو لاعب كرة قدم برازيلي في مركز الدفاع. لعب مع نادي بالميراس ونادي كريسيوما.

## وصلات خارجية
- لوكاس تايلور على موقع اتحاد أوكرانيا (الإنجليزية)
- لوكاس تايلور على موقع قاعدة بيانات كرة القدم.إي يو (الإنجليزية)
- لوكاس تايلور على موقع Soccerway.com (الإنجليزية)
- لوكاس تايلور على موقع عالم كرة القدم.نت (الإنجليزية)